# Alfred Chanzy
Antoine Eugène Alfred Chanzy [ejtsd: sánzi] (Nouart (Ardennes), 1823. március 18. – Châlons-en-Champagne, 1883. január 4.) francia tábornok.

## Életpályája
16 éves korában tengerészeti szolgálatba állott, 1840-ben egy tüzérezredhez lépett át, 1841-ben pedig a saint-cyri katonai iskolába került. 1843-ban altiszt és 1851-ben százados lett és majdnem állandóan Afrikában szolgált. Az 1859-es olasz hadjáratot mint zászlóaljparancsnok küzdötte végig, mely állásban a solferinói csatában tűnt ki. Elismerésül alezredessé léptették elő, mely minőségében aztán a szír expedícióban vett részt. 1864-ben ezredes, 1868-ban dandárparancsnok lett és Franz Emil Lorenz Wimpffen tábornok alatt a dél-szíriai törzsek ellen vezetett hadjáratban kitett magáért.
Az 1870-es porosz–francia háború előestéjén, a poroszoknak küldött francia hadüzenet hírére Párizsba sietett, ahol Leboeuf marsalltól parancsnokságot kért, de eredménytelenül. A szeptember 4-ei kormány azonban visszahívta Algériából, és október 22-én hadosztályparancsnokká léptette elő. November 2-án a 16. hadtest parancsnokává nevezték ki, Louis d’Aurelle de Paladines tábornok főparancsnoksága alatt november 9-én a coulmiers-i csatában a bajorok ellen, december 1. és 2-án pedig Loigny mellett a mecklenburgi nagyherceg serege ellen harcolt. Midőn Gambetta Orléans bukása után a Loire-hadsereget két külön hadtestre osztotta, december 9-én kelt rendeletével Chanzy-t nevezte ki a második Loire-hadsereg főparancsnokává, mely állásban december 7-9-én Beaugency körül a mecklenburgi nagyherceggel szemben szívós ellentállást fejtett ki. Azután hadseregének kiegészítése és újjászervezése végett Le Mansba vonult vissza, a következő, 1871. év január elején pedig 150 000 emberre felszaporodott seregével Párizs felmentésére indult. Útközben azonban Vendôme mellett, Frigyes Károly herceg Chanzy előhadát, azután Chanzy főerejét is megtámadta. Folytonos véres küzdelmek után Chanzy Le Mans-ba kényszerült visszavonulni, amelyet a január 11–12-én szenvedett veszteségek után kénytelen volt feladni, és Lavalba visszavonulni. Ennek dacára február havában a nemzetgyűlés Chanzyt a háború folytatására biztatta.
A béke megkötése után ő is tagja lett a nemzetgyűlésnek. A balközépen foglalt helyet. Különösen a hadsereg újjászervezését és az új katonai szolgálati törvény behozatalát sürgette. 1872. szeptember 1-jén a 7. (tours-i) hadtest parancsnoka, 1873-ban pedig Algéria főkormányzója, egyúttal a 19. hadtest parancsnoka lett. Chanzy azonban nem felelt meg a várakozásoknak, mert idegenkedett a köztársasági párt által sürgetett gyökeres reformoktól. Emiatt 1879 februárjában Szentpétervárra küldték követnek. 1881-ben tisztségéből visszahívták, és a 6. hadtest parancsnokságával bízták meg Châlons-sur-Marne-ban, ahol korán és váratlanul elhunyt.
A franciák sokáig gyászolták a népszerű és vitéz tábornokot. „La deuxième armée de la Loire” (A második Loire-menti hadsereg) című művében Chanzy igazolni kívánta 1870-71-es hadviselését (Párizs, 1871)